# Pye Records
Pye Records fue un sello discográfico fundado en 1953 en el Reino Unido, como una división de la empresa Pye & Company Ltd. En sus primeros años se denominó Pye Nixa Records, tras comprar las casas discográficas Nixa y Polygon. En 1959 y luego de que la empresa de televisión ATV comprara la mitad de sus derechos, pasó a llamarse simplemente Pye Records y con ello también se creó los Pye Studios.
En 1980 y luego que caducaran sus derechos por el uso del nombre Pye, se denominaron PRT Records, que duró hasta fines de 1989 cuando todo su catálogo se vendió a Castle Communications. En julio de 2006, Sanctuary Records lo reactivó como sello de música indie y alternativa, pero el proyecto fue abandonado cuando Universal Music Group compró Sanctuary en 2007.
Como dato, Pye Records fue el último gran sello en lanzar sencillos en formato vinilo de 7" con 45 RPM.

## Historia

### Primeros años
En 1896 William George Pye fundó la empresa Pye & Company Ltd, que durante años se dedicó a la fabricación de televisores, radios y equipos de telecomunicaciones. A principios de los cincuenta su junta directiva decidió ampliar su negocio a la industria musical, y para ello en 1953 compraron Nixa Records. Dos años más tarde adquirieron el sello independiente Polygon Records de Alan A. Freeman y Leslie Clark y desde entonces se creó Pye Nixa Records, que durante sus primeros años sus principales artistas fueron Petula Clark —hija de Leslie Clark— y Lonnie Donegan.
En 1958 se creó su primera subsidiaria Pye International Records, que adquirió licencias de discográficas extranjeras como 20th Century, Kama Sutra, Colpix, King, Warner Bros, Buddah, Chess y A&M, para publicar sus respectivas producciones en el mercado británico. Al año siguiente la empresa de televisión Associated Television (ATV) compró el 50% del sello, y pasó a llamarse simplemente Pye Records.

### Años sesenta y setenta: Nuevas subsidiarias
Al poco tiempo que ATV adquirió la mitad del sello se fundó la subsidiaria Pye Golden Guinea Records, cuyo objetivo era relanzar todo el catálogo publicado anteriormente en la década de los cincuenta. En abril de 1961 fundaron Picadilly Records con el que firmaron artistas como Joe Brown & the Bruvvers, Clinton Ford, The Rockin' Berries, Sounds Orchestral, The Sorrows y Jackie Trent, y que tuvo como enfoque principal a nuevas bandas de música beat y música popular. Para 1966 cuando ATV compró el 100% de la casa discográfica, tanto Pye Golden Guinea como Picadilly fueron cerrados y todas sus producciones fueron añadidas a la nueva subsidiaria Dawn Records, fundado en 1970. Dawn Records tuvo como objetivo principal la promoción y venta de agrupaciones ligadas al rock progresivo, jazz, blues y folk, cuyo principal artista fue la banda Mungo Jerry. Sin embargo, la empresa matriz decidió cerrarlo en 1975 para enfocarse de lleno en Pye Records.

### Cambio de nombre a PRT Records y posterior venta
En 1980 sus derechos por utilizar el nombre Pye caducaron y por ello cambiaron su nombre a PRT Records, abreviatura de Precision Records and Tapes. Durante los ochenta fundaron las subsidiarias Fanfare Records, enfocada en la música soul y cuyo artista principal fue la cantante Sinitta; R&B Records, se enfocó en la música disco y electrónica, cuyo principal artista fue la banda Imagination, mientras que Splash Records estuvo destinado al synthpop y el pop, cuyos artistas principales fueron The RAH Band y Jigsaw. Para finales de 1989 el sello cesó sus operaciones y al año siguiente todo su catálogo se vendió a Castle Communications.

## Lista de artistas
A continuación una lista de algunos artistas que fueron parte del sello.
| - Acker Bilk - Brotherhood of Man - Carl Douglas - Clem Curtis - David Bowie - Donovan - Joe Dolan - Long John Baldry | - Lonnie Donegan - Mark Wynter - Mungo Jerry - Petula Clark - Sounds Orchestral - Status Quo - Sandie Shaw - The Flying Machine | - The Foundations - The Ivy League - The Kinks - The Remo Four - The Searchers - Tommy Steele - Trader Horne - Velvett Fogg |